# Ricardo Pérez Manrique
Ricardo Pérez Manrique (17. svibnja 1947.) urugvajski je pravnik, novinar i političar.
Diplomirao je na Pravnom fakultetu na Republičkom sveučilištu u Montevideu 1973. godine. Godinu poslije usavršavao se polaganjem dodatnih ispita na Sveučilištu u Buenos Airesu.
Titulu doktora pravnih znanosti obranio je znanstvenim radom i disertacijom 1989. godine.
Od 2012. član je peteročlanog vijeća sudaca Vrhovnog sudaca Urugvaja.
Osim politikom i pravom bavi se i novinarstvom te izdavaštvom. Do sada je objavio dvije knjige:
- Código de la Infancia y la Adolescencia, comentado y anotado (koautor: Jacinta Balbela)
- Reflexiones sobre la Ley de Seguridad Ciudadana (koautor: Milton Cairoli)